# Большая Пома
Большая Пома — небольшая река в Пермском крае России, протекает в западной части Гайнского района. Является левым притоком реки Чёрная. Длина реки составляет 8 км.

## Гидрография
Берёт начало в болотистой местности, на высоте ≈186 м над уровнем моря, примерно в 11 км юго-западнее посёлка Бадья. От истока течёт 5 км на юго-запад, затем сворачивает на юг. В 2,5 км от устья через реку перекинут деревянный мост. Впадает в Чёрную, примерно в 5 км юго-восточнее посёлка Чернореченский, на высоте 161 м над уровнем моря, в 100 км от устья.